# Susanne Bandler
Susanne Bandler (* 3. Mai 1924 in Prag, Tschechoslowakei; † vermutlich März 1965 in London, Vereinigtes Königreich) war eine tschechisch-britische Schauspielerin und Kabarettistin.

## Leben und Wirken
Als Tochter des Sängers Rudolf Bandler kam Susanne Bandler schon frühzeitig mit der Bühne in Berührung. Sie trat als Kind am Theater auf und wirkte in Rundfunksendungen mit. Als Suse Bandler konnte man sie u. a. 1934 in dem Hörspiel Hans und Franz unterwegs im Schlaraffenland wahrnehmen. 1942, ein Jahr nach ihrem Vater, wurde die 18-Jährige mit dem Transport C-621 aus ihrer Heimatstadt Prag in das Ghetto Theresienstadt deportiert, wo sie dort an künstlerischen Lageraktivitäten teilnahm. Im Jahr darauf überstellten deutsche Stellen Susanne Bandler mit dem Transport Prag 12-3b in das Ghetto von Lodz und schließlich nach Auschwitz. Aufgrund ihres noch jungen Alters überlebte sie dieses Vernichtungslager. In einem Todesmarsch wurde sie beim Näherrücken der Roten Armee in das Protektorat Böhmen und Mähren verbracht und konnte nach der Befreiung 1945 in Bernatice, rund 75 Kilometer südlich von Prag, nach Großbritannien ausreisen. In London setzte Susanne Bandler ihre Kabaretttätigkeit (The Blue Danube) fort. Die mit einem Briten verehelichte Pragerin starb im Frühjahr 1965 in London.